# RESISTANCE −アメリカ最後の抵抗−
『RESISTANCE −アメリカ最後の抵抗−』（レジスタンス -アメリカさいごのていこう-、Resistance: Burning Skies）は、2012年7月12日にソニー・コンピュータエンタテインメントより発売された、PlayStation Vita専用ファーストパーソン・シューティングゲーム（FPS）。

## 概要
人気シリーズ『RESISTANCE』のスピンオフ作品となる、PlayStation Vita専用タイトル。開発はシリーズクリエーターのインソムニアックゲームズの監修のもと、PS3専用ソフトウェア『ガチンコヒーローズ』などを開発したニヒリスティックソフトウェアが担当した。
本作は携帯ゲーム史上初となるデュアルアナログスティックを使用したFPSとなる。オンライン対戦を搭載しており、4人対4人の「デスマッチ」の他、「チームデスマッチ」や「サバイバル」といったゲームモードも搭載している。
ストーリーは、1951年8月、キメラの侵略を受けたアメリカ東海岸で、主人公「トム·ライリー」のサバイバル劇を描く。時間軸は『RESISTANCE2』と同じだが、一般市民の視点から、キメラとの対抗戦を描いている。
映像上の特徴として、クラシックな二色法カラー映画を思わせる、青色成分の欠落した色調で、全編が統一されている。
標準のスクリーンショット機能は使用不可となっている。また、PS Vita TVでのプレイには対応していない。

## プロローグ
1900年代初頭にロシアで発見された、発生源不明で恐ろしい増殖能力を持つ、新種のウィルス“キメラ”。そのウィルスに侵されたものは、次々に未知の生物へと姿を変え、人類に対して容赦なき攻撃を加える存在となった。1930年代にキメラはその恐ろしい力でロシアを制圧し、1949年にはヨーロッパへ侵攻。そして1951年、ついに自由の国アメリカに悪魔たちが舞い降りてきた――。これは、トム・ライリーという一人の勇敢な消防士の目線で、キメラのアメリカ侵攻、そしてそれに立ち向かう人々の勇気ある行動を描いた物語である。

## 登場人物
トム·ライリー
主人公の消防士。スタテンアイランドの電力施設の火災に出動した事をきっかけに、キメラとの戦いに身を投じていく事になる。近接攻撃用の武器として消防斧を用いる。妻ナタリー、娘レイチェルがいる。
エレノア・マルティネス（エリー）
ストーリーの途中で共に戦う、市民兵の女性。夫のジョンがいたが、イギリスでのキメラとの戦いで戦死した。
ジョージ・アムハースト大佐

サミュエル・クーパー大尉
エリス島のSRPA研究所の責任者。
リチャード・ゴレル

## チャプター
- スタテンアイランド
- 海軍ターミナル
- ジョージ・ワシントン・ブリッジ
- エリス島
- 保護キャンプ
- 改造タワー

## 用語
- グレイテック
- エイブラハム計画